# Burgsponheim
Burgsponheim est une municipalité allemande située dans le land de Rhénanie-Palatinat et l'arrondissement de Bad Kreuznach. Elle appartient à la commune fusionnée de Rüdesheim.

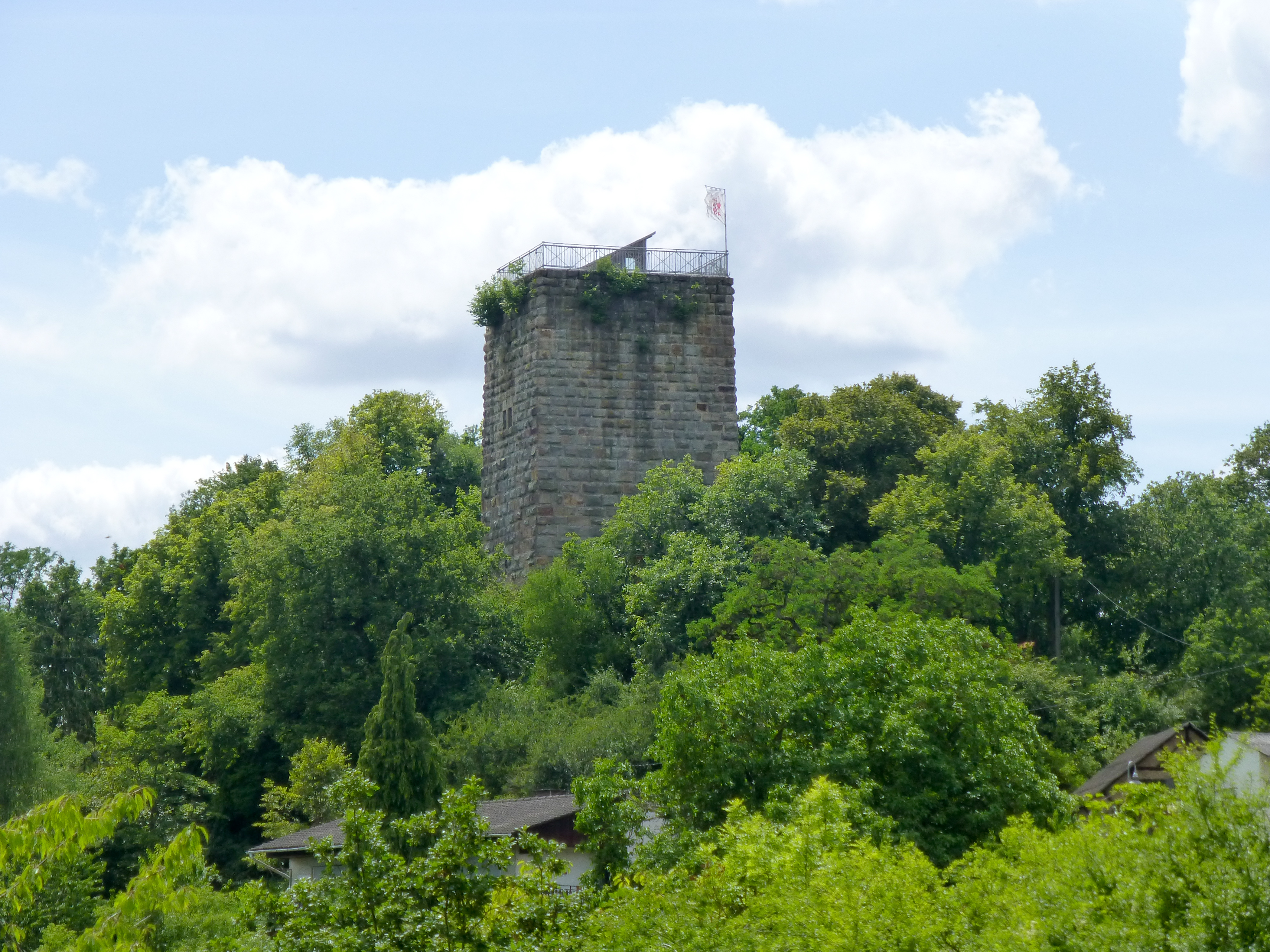
Donjon du château de Sponheim.

La commune se trouve sur le versant sud-est du Hunsrück, au passage vers la vallée de la Nahe. Le paysage est dominé par la ruine du ~château médiéval de Sponheim située sur un éperon de montagne. Mentionnée pour la première fois en 1127, la forteresse est devenu la résidence ancestrale des comtes de Sponheim. Au début du XIIIe siècle, les comtes ont transféré leur résidence à Kreuznach et le château devient le siège des ministériels. Après l'extinction de la maison de Sponheim, en 1437, la propriété passe aux margraves de Bade-Bade et aux comtes de Veldenz, plus particulièrement au Palatinat-Deux-Ponts. Pendant la guerre de Trente Ans, le château fut pris par les troupes espagnoles du général Ambrogio Spinola. 
Burgsponheim est possiblement le lieu de naissance de la bienheureuse Jutta von Sponheim (1092-1136), bien qu'il n'existe aucune preuve.